# Присад (област Бургас)
 Тази статия е за селото в област Бургас.  За другото българско село с това име вижте Присад (Област Добрич).  За други значения вижте Присад.
Присад е село в Югоизточна България. То се намира в община Созопол, област Бургас.

## География
Село Присад е разположено на двадесетина километра югозападно от Бургас, а землището му надхвърля седемнадесет хиляди декара. Най-голямата надморска височина е 49 метра.
В селото се отглеждат около 5 хиляди декара лозя – Каберне Совиньон, Розе от Южния бряг и др., които по-късно са изоставени.
До второто десетилетие на 21 век селото е водоснабдявано с промишлена вода от Мандренското езеро.
На село Присад и на добричкото село Присад има кръстен остров в Антарктида, намиращ се в групата на Южните Шетландски острови, северно от остров Лоу.

## История
През 1304 г. между Присад и Димчево (Лъката-старото корито на Факийска река-Скафида) се провежда битката между войските на цар Теодор Светослав и византийския император Михаил IX Палеолог, след която България си връща Южното Черноморие.
Не са намерени документи за възникване на селото. Прието е, че то съществува от 1810 г. Старото му име е Алатлий (Ахлатлъ). В превод от турски език „ахлат“ означава нещо диво, в случая дива круша. Знае се, че по време на Османската империя там е имало голям чифлик, в който са работели както християни, така и мюсюлмани. Според устно, предавано от поколение на поколение сведение, преди Освобождението българските къщи са само седем и са от дясната страна на дерето – на северния склон на хълма, а джамията се е издигала на мястото на сегашната детска площадка.
В книгата си „Индже войвода“ Горо Горов цитира една легенда, която твърди, че гробът на прославения хайдутин е на територията на днешното присадско землище. Това не съвпада с документите, открити в руските архиви, но подсказва, че Стоян Инджето е върлувал по тези места.
Не са запазени предания за някакви жестоки противоречия между двете вероизповедания. Знае се обаче, че „правоверните“ не са допускали „гяурите“ да наливат вода от чешмата на чифлика, тъй като се страхували, че ще я омърсят, защото ядат свинско. Българите били принудени да си направят свой кладенец. Днес от лявата страна на пътя за Дебелт има една местност, която се казва „Гяур бунар“.
Селото се е състояло от две махали – българска и турска. Както земеделието, така и скотовъдството са били развити на едно високо за времето си ниво. Непосредствено преди колективизацията в Присад е имало над 4000 глави добитък. Най-голям е делът на овцете, после са козите и след това прасетата. Всяка къща (техният брой е достигал до осемдесет) е притежавала поне една впрегатна двойка добитък (коне, волове или биволи) и непременно крава-две за мляко.
Нямало е богати хора в истинския смисъл на думата. Съществували са два-три дюкяна, но стоката по рафтовете е била изключително от първа необходомост и печалбите на собствениците са били малки.
След Освобождението Алатлий е включен в пределите на Изочна Румелия. В кратък период турците са били принудени да се изселят и българите са си разпределили земите им. Пак тогава идват и първите бежанци от Одринска и Беломорска Тракия. Те започват да изкореняват гората и да увеличават обработваемата площ.
Първият кмет след Освобождението е бил Георги Гагаузов – единственият човек, който е можел да чете и пише. Гагаузов е бил свързан с революционното движение на българите.
След Освобождението отпадат дискриминационните забрани за строеж на християнски храмове и през 1888 г. присадската църква „Света Троица“. отваря врати за своите енориаши. Сградата е от камък и хоросан, а покривът ѝ е сламен. За съжаление времето е изтрило имената на първите ктитори.
През 1908 г. на храма е направен основен ремонт и той придобива в общи линии сегашния си вид – 10 м дължина, 5,50 м широчина и 2.60 м височина. Дебелината на зида е 80 см. Днес църквата е на равнището на земята, но подът е насипван, което навежда на мисълта, че преди Освобождението тук може да е съществувал някакъв вкопан параклис. Всичко, обаче е в границата на предположенията, понеже липсват документи.
След загубата на Балканската война тук се настаняват много бежанци – по документи 48 семейства от Одринско и Лозенградско и населението нараства на 400 души. Построени са така наречените шаронски къщи (по името на техния проектант инж. Шарон), една-две от които, с известни преустройства са запазени и до днес.
След гражданските размирици в Русия, в Присад намират убежище и неколцина от така наречените белогвардейци. Именно те през 1925 г. подаряват на църквата двадесетина икони, които са загубени.
След 1944 г., след като религията е обявена за „опиум за народите“ присадската църква е оставена да се руши. Това продължава до 1982, когато епархийският свещеник Петър Янакиев успява да издейства окръгляването на храма и неговия ремонт. Шеф на ремонтната група е Иван Калпаков. С настъпване на промените присадци започват да полагат повече грижи за своя храм. През 2008 г. тържествено е отбелязан неговият сто годишен юбилей.
Свещеници, които са служили в църквата „Света Троица“: Отец Константин (който е идвал на бял кон от село Зидарово), отец Елефтерий, двама отци с името Петър, отец Стелиян Кунев.
В началото дядо Бою Дженезов предоставя една стая от дюкяна си за училище (1902). Дългогодишният кмет Георги Гагаузов е изпратен на обучение в Русия и след завръщането си започва да учителства. През 1912 г. се строи първото училище с три класни стаи и коридор. Занятията в него открива учителят Иван Генов – по прякор „Каунчето“. Скоро започва Балканската Война. Той е мобилизиран и изпратен на фронта, където загива.
През 1929 г. Учителят Жеко Ставрев полага в Присад основите на читалищното дело. Младежите са организирали вечеринки и са изнасяли представления пред населението и със средствата, получени от тях са закупени четиринадесет книги – предимно за революционните борби. Просветените хора са ги прочитали и с аги разказвали на неграмотните. С всяка нова артистична проява книжният фонд на читалище „Възраждане“ се умножавал. С читалищната дейност е свързан Ради Иванов, който през 1932 г. е председател на настоятелството. Всичко е било на доброволни, обществени начала.
По думите на бургаския краевед Георги Райков, в с. Присад Антон Страшимиров е списвал вестник „Юг“, но за съжаление от него не е намерен нито един брой.
Диалектът на присадци е мног близък до българския книжовен език. По мнението на госпожа Цоня Дражева (Археолог и директор на бургаските музеи) – като анализира езика и носията им – присадци принадлежат към българската етнографска група на тронките.
През периода 1910 – 1928 г. с. Присад силно е засегнат от малария, поради лоши хигиенни условия. Тогава много хора го напускат и се заселват в село Ливада. По това време кмет е дядо Боню. Той раздава хининови таблетки на засегнатите от малария, които са повече от половината жители на селото.
Квалифициран медицински персонал тук е почти непознат до 1960 г. Първият фелдшер, отговарящ специално за здравеопазването в Присад е Янчо Янев. За неговата работа е отредена стая за медицински кабинет. Фелдшер Радка Белчева работи през 1977 – 80 г.
На 19 ноември 1922 година и в Ахлатлий се провежда така нареченото „допитване до народа“, инициирано от правителството на Александър Стамболийски. По този начин властите получават голяма подкрепа за съдене на министрите от кабинетите на Иван Евстатиев Гешов, д-р Стоян Данев и Александър Малинов „за обявените и водени войни и за последвалите ги катастрофи през 1913 и 1918 години“.
През 1948 година Алатлий е преименувано на Присад. Пак тогава е прокарано шосето Бургас – Зидарово, което минава близо до селото.
През 1949 – 1951 е построено ново училище с осем класни стаи. То продължава да функционира до 1970 г., поради миграционните процеси в стараната, които обезлюдяват много села в България. Много семейства мигрират оттук в посока Бургас и Поморие. Останалите, подлежащи на обучение са принудени да пътуват до Зидарово.
През 1951 г. е изготвен първият кадастрален план.
През 1956 г. е наложено Кооперирането. Не е имало нито голям ентусиазъм, нито някаква ясно очертана съпротива. Земята се окрупнява, синорите се разорават, започва употребата на изкуствени торове. Първият председател на ТКЗС е Ахмед Чолаков от съседното село Димчево. В Присад е изградена МТС. Нейни ръководители през различните години са основателят ѝ Михо Янчев, Стоян Петков – Загареца и Костадин Калфов. Механик е Димитър Кичуков. Дългогодишни бригадири в полевъдството са Иван Атанасов и Янчо Мавров. На територията на присадското землище са изградени свинекомплекс и овцеферма. Ръководител на животновъдството е Ирина Вълчева. Ветеринарното обслужване се осъществява от г-жа Пенка Стоянова. Много удачно се оказва саденето на ябълкови градини и лозя. Присадската земя се оказва много пдходяща за сорта „Каберне“ и „Розе от южния бряг“.
През 1956 г. е изградено ново кметство. Тогава кмет е Георги Финдулов.
През 1959 г. Присад е електрифицирано. Кмет е Батил Тернев.
През 1962 – 1963 г. е построена търговската сграда. Председател на потребителната кооперация тогава е Любен Пенев.
През 1967 г. са баластирани и чакълирани с всички улици, оформен е и площадът.
През 1967 г. селото е водоснабдено с питейна вода от собствен водоизточник. Съдействие оказва Станчо Янев.
През 1983 г. са асфалтирани всички улици със специално отпуснати средства от Министерството на финансите. Необходимата сума е набавана с решаващата помощ на Иван Василев (Гърков).
През 1984 г. от язовир „Мандра“ Присад е водоснабдено и с промишлена вода за поливане.
През 1985 – 1986 г. е построена изцяло сградата на сегашното кметство.
От 2007 до 2019 г., в продължение на три мандата, кметски наместник е г-жа Пенка Стоянова.
През 2019 г. за кмески наместник е назначена г-жа Ванча Байлова.
На 28 февруари 2020 г. житейският път на г-жа Байлова бе грубо прекъснат от трагичен пътен инцидент.

## Население

### Етнически състав
Преброяване на населението през 2011 г.
Численост и дял на етническите групи според преброяването на населението през 2011 г.:
|                     | Численост |
| Общо                | 114       |
| Българи             | 111       |
| Турци               | -         |
| Цигани              | -         |
| Други               | -         |
| Не се самоопределят | -         |
| Неотговорили        | 1         |

## Редовни събития
Съборът на селото се провежда в първите събота и неделя на месец Май в чест на Св. Георги Победоносец. Участие взимат самодейни състави от пенсионерските клубове на Созопол, Зидарово, Крушевец и Индже Войвода.

## Личности
Родени
- Никола Стоянов Великов – български поет

Други
Андрей Димитров Терзиев, деец на ВМОРО, ВМОК или ВМРО, на 26 април 1943 година, като жител на Присад, подава молба за народна пенсия, която е одобрена и отпусната от Министерския съвет на Царство България